# عذيبة والرحيل
عذيبة والرحيل هي منطقة عراقية في غرب وادي الباطن في هضبة الدبدبة في مقاطعة خضر الماي في قضاء سفوان بمحافظة البصرة بجنوب العراق فيها آبار قليلة الماء اسمها حسيّان أو حسو عذيبة والرحيل، على يمين طريق الزبير الركعي، كانت إحدى محطات طريق الحج البصري، قال عبد الجبار الراوي في كتابه (البادية) "الرُحيل بضمّ أوّله كأنه تصغير رحل، منزل بين البصرة والنباج، بينه وبين الشجى 24 ميلاً، وهو عذب بعيد الرشاء، بينه وبين البصرة عشرون فرسخاً"، ومن عذيبة والرحيل يتشعّب الطريق الثاني إلى بصية وخضر الماء والرخيمية، البُعد مئة كيلومتر بين عذيبة والرحيل شرقاً وبين بصية غرباً.